# Valetoniella crucipila
Valetoniella crucipila är en svampart som beskrevs av Höhn. 1909. Valetoniella crucipila ingår i släktet Valetoniella och familjen Niessliaceae.   Inga underarter finns listade i Catalogue of Life.